# Mittainvilliers-Vérigny
Mittainvilliers-Vérigny is een gemeente in het Franse departement Eure-et-Loir (regio Centre-Val de Loire). De plaats maakt deel uit van het arrondissement Chartres. Mittainvilliers-Vérigny is op 1 januari 2016 ontstaan door de fusie van de gemeenten Mittainvilliers en Vérigny. De gemeente telde 800 inwoners op 1 januari 2022.

## Geografie
De oppervlakte van Mittainvilliers-Vérigny bedroeg op 1 januari 2022 24,76 vierkante kilometer; de bevolkingsdichtheid was toen 32,3 inwoners per km².

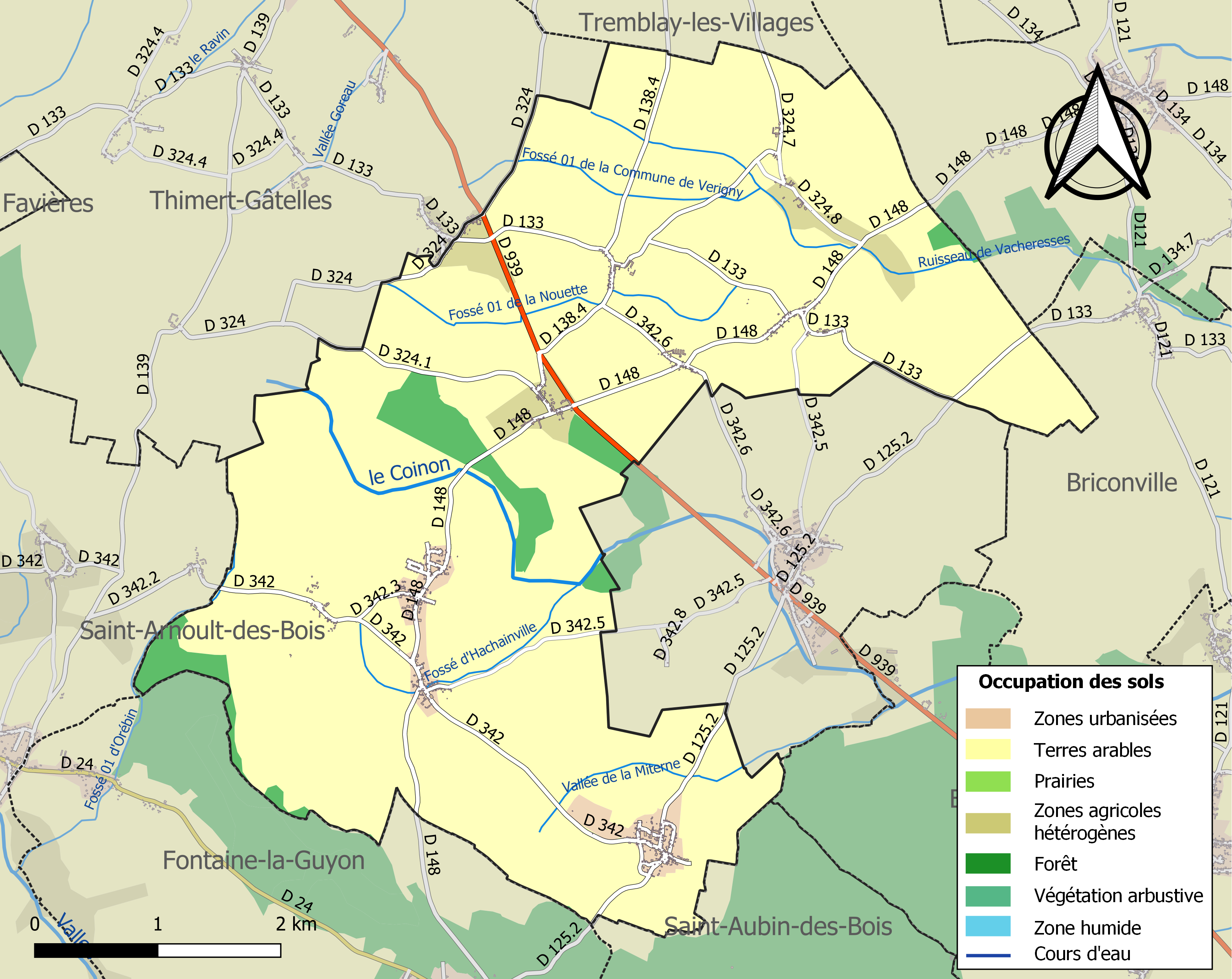
Kaart van de gemeente met belangrijkste infrastructuur, bodemgebruik en omliggende gemeenten